# Loi 6 du football

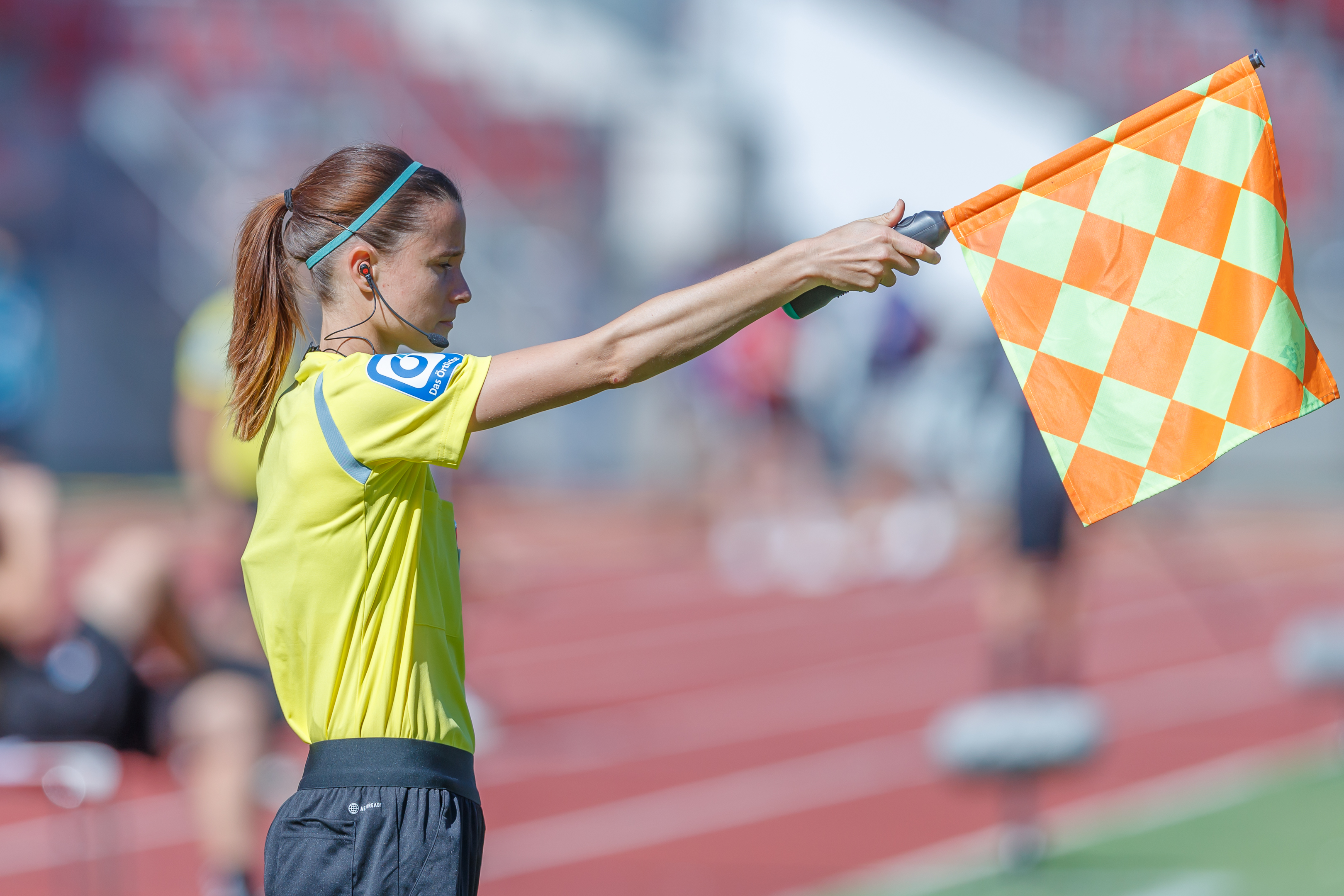
Arbitre assistant.

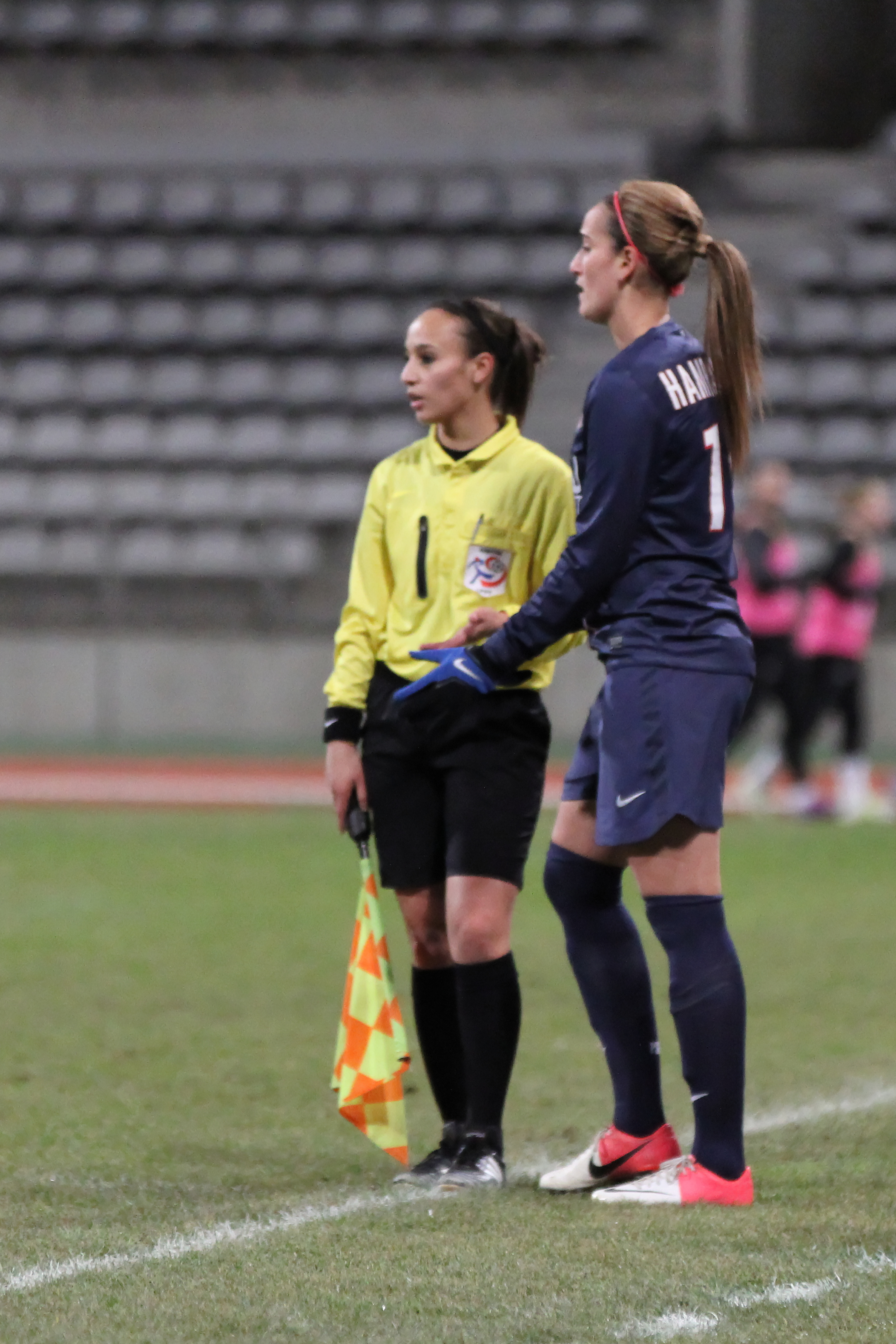
Arbitre assistant lors d'un remplacement.

La loi 6 du football fait partie des lois du jeu régissant le football, maintenues par l'International Football Association Board (IFAB). La loi 6 se rapporte aux autres arbitres (deux arbitres assistants, un quatrième arbitre, deux arbitres assistants supplémentaires, un arbitre assistant de réserve, un arbitre assistant vidéo et au moins un adjoint à l’arbitre assistant vidéo) qui peuvent être désignés pour aider l’arbitre principal lors d’un match.

## Devoirs
Deux arbitres assistants sont désignés. Sous réserve de décision contraire de l’arbitre à qui incombe le pouvoir discrétionnaire, ils ont pour mission de signaler :
- quand le ballon est entièrement sorti du terrain de jeu,
- à quelle équipe revient la rentrée de touche, ou s’il y a coup de pied de coin ou coup de pied de but,
- quand un joueur doit être sanctionné parce qu’il se trouve en position de hors-jeu,
- quand un remplacement est demandé,
- quand un comportement répréhensible ou tout autre incident est survenu en dehors du champ de vision de l’arbitre,
- quand les fautes sont commises lorsque les arbitres assistants sont plus près que l’arbitre de l’action (y compris, exceptionnellement, toute faute commise dans la surface de réparation),
- quand, lors de tirs de coups de pied de réparation (penalty), le gardien de but a bougé avant que le ballon n’ait été botté et si le ballon a franchi la ligne.

## Assistance
Les arbitres assistants aident également l’arbitre à contrôler le match en accord avec les lois du jeu. Ils peuvent par exemple pénétrer sur le terrain de jeu pour s’assurer que la distance de 9,15 m est respectée. En cas d’ingérence ou de comportement incorrect d’un arbitre assistant, l’arbitre le relèvera de ses fonctions et fera un rapport à l’autorité compétente. Un arbitre assistant peut aussi prendre la place de l'arbitre central blessé ou absent, ce changement devient alors définitif. Une personne présente au stade (officiel, arbitre d'un autre terrain) peut alors prendre la place de cet assistant.

## Tâches et responsabilités

Répartition des zones de responsabilité des arbitres assistants (AR)

Les arbitres assistants doivent aider l'arbitre à contrôler le match conformément aux lois du jeu. Ils lui apportent également leur assistance dans tous les autres domaines de la gestion du match, à sa demande et selon ses instructions. Leur champ d'activités consiste notamment à :
- inspecter le terrain, les ballons utilisés et l'équipement des joueurs ;
- déterminer si les problèmes d'équipement ou de saignement des joueurs ont été résolus ;
- contrôler les procédures de remplacement ;
- contrôler le temps et consigner par écrit les buts et les incorrections.